# Зулцберг (Обералгој)
Зулцберг (њем. Sulzberg) град је у њемачкој савезној држави Баварска. Једно је од 28 општинских средишта округа Обералгој. Према процјени из 2010. у граду је живјело 4.675 становника. Посједује регионалну шифру (AGS) 9780140.

## Географски и демографски подаци
Зулцберг се налази у савезној држави Баварска у округу Обералгој. Град се налази на надморској висини од 700–990 метара. Површина општине износи 41,0 km². У самом граду је, према процјени из 2010. године, живјело 4.675 становника. Просјечна густина становништва износи 114 становника/km².

## Међународна сарадња
| Мјесто | Држава    | Врста сарадње | Од    |
| ------ | --------- | ------------- | ----- |
| Шајан  | Француска | партнерство   | 1990. |
| Извор  |           |               |       |